# Manuel Pavía y Rodríguez de Alburquerque

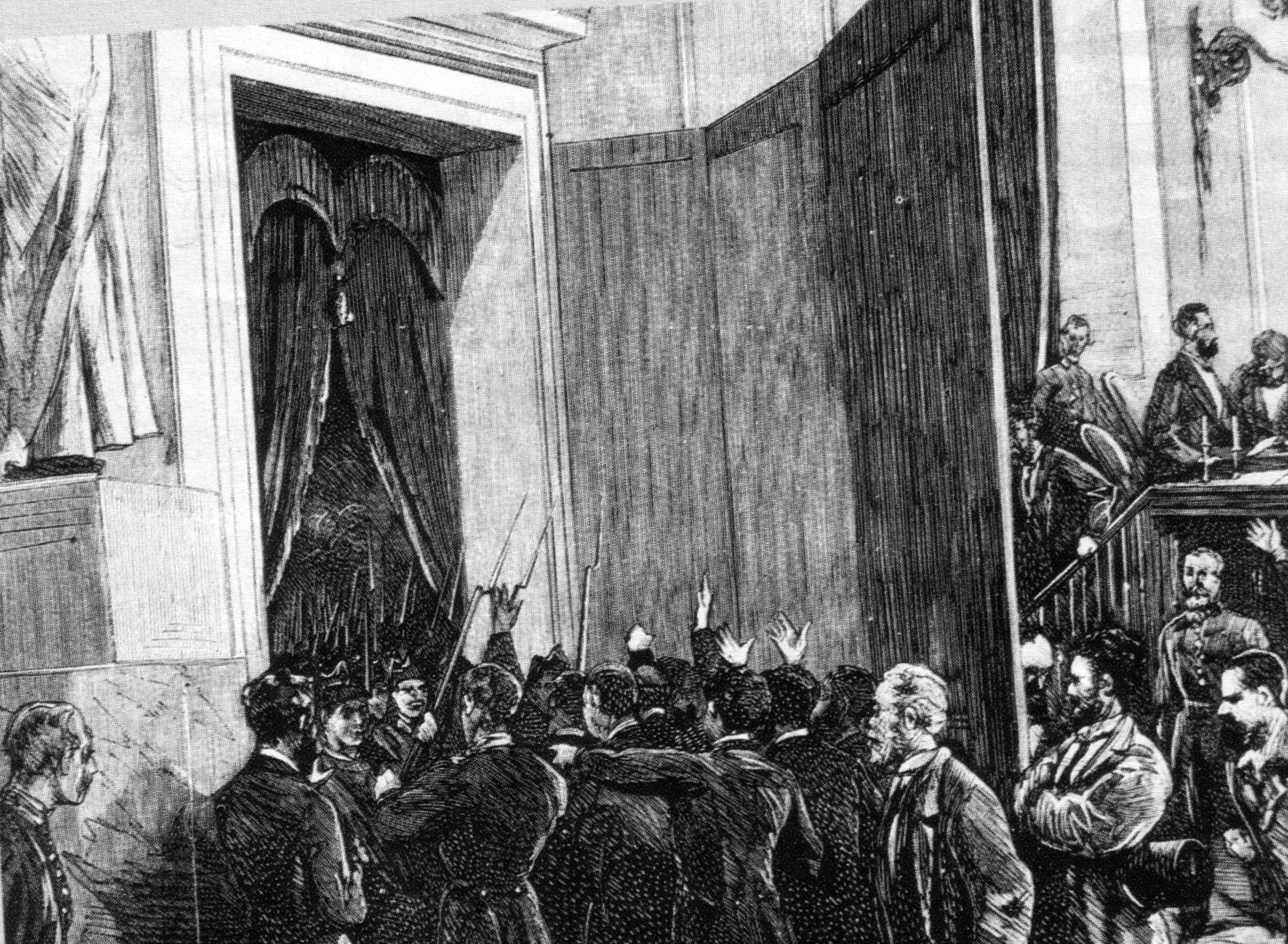
Soldats comandats per Pavía fent fora els diputats del Congrés dels Diputats espanyol l'any 1874.

Manuel Pavía y Rodríguez de Alburquerque (Cadis, 2 d'agost de 1827-Madrid, 4 de gener de 1895) va ser un general espanyol el cop d'estat del qual va significar la fi pràctica de la Primera República Espanyola. En l'imaginari col·lectiu ha quedat que va entrar al Congrés a lloms del seu cavall, el «cavall de Pavía». No obstant això, aquest fet en realitat no va ocórrer.

## Biografia
Era fill de l'almirall Pavia, un oficial naval del segle xix. Va ingressar a l'Acadèmia d'Artilleria de Segòvia en 1841; ascendí a tinent el 1846, a capità el 1855 i a major el 1862. Tres anys més tard es va unir al personal de Joan Prim i Prats i va participar en la revolta de Villarejo de Salvanés (3 de gener de 1866). Després del fracàs del pronunciament militar, va marxar a l'exili, i tornà després de la Revolució de 1868 que va destronar Isabel II.
Durant la I República va combatre contra els carlins a Navarra i contra els moviments cantonals a Andalusia. Fou designat capità general de Castella la Nova durant la presidència del republicà unitari Emilio Castelar, un president amb qui va mantenir una bona relació, atès que tots dos compartien la idea que Espanya havia de solucionar els seus problemes amb «ordre, unitat i disciplina», si bé el mandatari considerava que tota acció havia de dur-se a terme dins de la legalitat i Pavía era conegut per la seva proclivitat a donar un cop militar si la legalitat no bastava per arribar a aquesta fi.

### Cop d'estat del 1874
El 3 de gener del 1874, quan Castelar va perdre una moció de confiança i es va procedir a l'elecció d'un nou president (el federalista Eduardo Palanca Asensi), Pavía va fer arribar una nota al president de les Corts, Nicolás Salmerón, ordenant-li que «desallotgés el local». Els diputats no van obeir l'ordre i van romandre en els seus seients, encara que van acabar fent-ho quan una dotació de la Guàrdia Civil es va presentar a l'hemicicle i els va desallotjar, dissolent les Corts i donant fi al règim parlamentari republicà.
Després del cop d'estat, Pavía va convocar tots els partits polítics —excepte cantonalistes, federalistes i carlins— per formar un govern de concentració nacional, que donaria el poder al general Serrano, començant així una dictadura republicana que culminaria amb la restauració de la monarquia en la persona d'Alfons XII.
Durant el regnat d'Alfons XII d'Espanya fou nomenat capità general de Catalunya el 1880, càrrec que va ostentar fins al 1881.